# The Beatles (No. 1)
Cet article concerne l'extended play. Pour les autres significations, voir The Beatles (homonymie).
EPs par The Beatles
The Beatles' Hits
(1963) All My Loving
(1964)
The Beatles No.1 est le troisième EP britannique des Beatles. Publié début novembre 1963, il regroupe les quatre premières chansons de leur album Please Please Me, enregistrées et publiées au début de l'année. Si les deux premières chansons sont des compositions originales du tandem Lennon/McCartney, les deux chansons en face B sont des reprises de standards de l'époque.
L'EP sort le 1er novembre, pour permettre aux fans de patienter jusqu'à la sortie du single suivant du groupe, I Want to Hold Your Hand et de leur album With the Beatles programmés pour la fin du mois. Il connaît un succès honorable et se place deuxième position des charts, derrière le précédent EP du groupe, The Beatles' Hits.

## Histoire

### Enregistrement

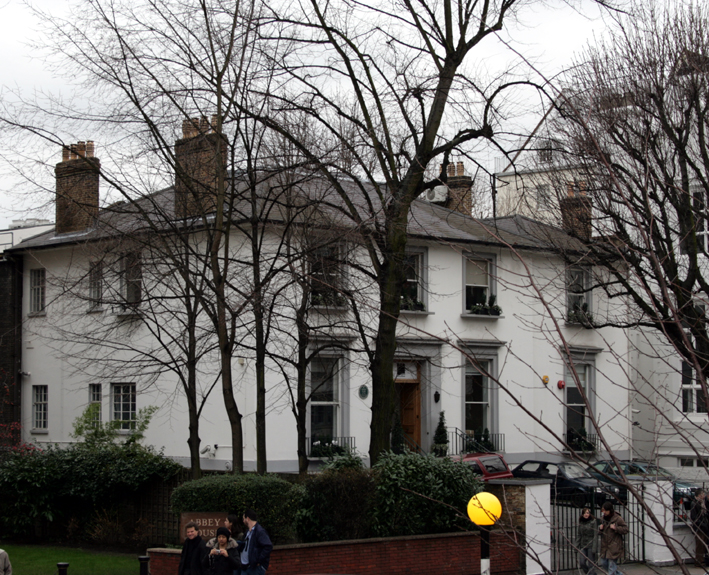
Les quatre chansons de l'EP, ainsi que six autres, ont été enregistrées par le groupe au cours d'une journée de travail de plus de dix heures aux studios d'Abbey Road.

Les quatre chansons de The Beatles (No. 1) sont enregistrées le 11 février 1963, comme dix des quatorze pistes de l'album Please Please Me. Ce jour-là, les Beatles réalisent dans les studios EMI d'Abbey Road une performance inédite puisqu'ils travaillent durant plus de dix heures, en trois sessions. I Saw Her Standing There est la première chanson travaillée ce jour-là (sous le titre provisoire de Seventeen), mais les Beatles ne parviennent pas, après dix prises, à être satisfaits. Deux dernières sont finalement réalisées dans l'après-midi, après la pause déjeuner de l'équipe technique, pendant laquelle le groupe a préféré rester répéter. Peu après ces deux prises, les quatre garçons travaillent Misery, qu'ils mettent en boîte en onze prises.
Au cours de la dernière session, en soirée, les Beatles travaillent principalement les reprises. Pour celles-ci, qu'ils maîtrisent mieux pour les avoir longtemps jouées sur scènes, moins de prises sont nécessaires. Anna (Go to Him) est bouclée en trois essais. Quatre tentatives sont faites pour Chains, mais la première est finalement jugée meilleure.
Si les Beatles eux-mêmes n'interviennent plus, le travail sur les chansons n'en est pas terminé pour autant. Le 20 février, George Martin enregistre une partie de piano pour Misery. Le 25, il se charge de produire les mixages mono et stéréo avec les ingénieurs du son Norman Smith et A.B. Lincoln.

### Parution
En 1963, les EP tiennent encore une grande place au sein du marché du disque, bien que leur intérêt ait depuis été négligé au profit des albums et singles. En effet, à cette époque, la plupart des jeunes n'ont pas les moyens d'acquérir les couteux albums, et un EP qui propose quatre chansons est un investissement plus accessible. Pour le vendeur, il permet aussi de donner un avant goût de l'album au public, et de le pousser à acheter. Ainsi, les EP se vendent en nombre et tiennent une part importante des revenus des labels. Twist and Shout, un précédent EP du groupe, est ainsi la quatrième meilleure vente de disques de 1963, tous formats confondus, derrière trois singles.
Au début du mois de novembre 1963, les fans des Beatles attendent les prochains singles et albums du groupe, tandis que l'album Please Please Me continue à se maintenir en tête des charts depuis près de trente semaines. C'est dans ce contexte que sort The Beatles (No. 1) pour séduire ceux qui n'ont pas encore acheté l'album, et pour faire patienter le public jusqu'à l'arrivée de l'album With the Beatles et du single I Want to Hold Your Hand à la fin du mois.
L'EP sort donc le 1er novembre au Royaume-Uni, édité par le label Parlophone. Il entre dans les charts tous formats confondus dès la semaines suivante et y reste durant douze semaines à la 19e place. En ce qui concerne les charts sur la vente d'EP, le disque s'y maintient durant 29 semaines. Il n'atteint que la deuxième place, la première étant encore occupée à sa sortie par l'EP précédent du groupe, The Beatles' Hits.
La photo de la pochette est un cliché différent de la pose utilisée pour l'album Please Please Me, prise par Angus McBean (en).

## Analyse musicale

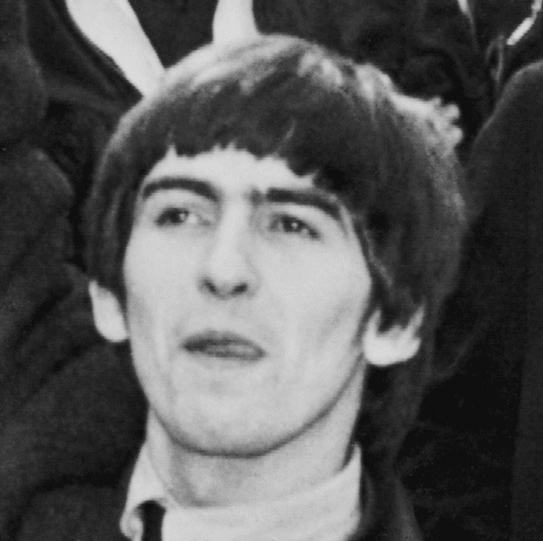
La dernière chanson de l'EP, Chains, est chantée par George Harrison.

L'EP The Beatles (No. 1) reprend, dans l'ordre, les quatre premières chansons de l'album Please Please Me. Les deux premières, sur la face A, sont des chansons originales composées par John Lennon et Paul McCartney, tandis que les deux de la face B sont des reprises. Les deux compositions originales sont signées McCartney/Lennon et non Lennon/McCartney comme cela devient la norme peu après : à l'époque en effet, les deux amis n'ont pas encore réussi à s'entendre sur la façon de créditer les chansons.
I Saw Her Standing There est principalement composée par McCartney, bien que Lennon l'ait aidé à finir certains vers. Ce rock très rapide et vivant est considéré par le musicologue Allan Pollack comme une des meilleures chansons que le groupe ait composé à l'époque, et constitue selon lui un très bon choix comme introduction. À l'inverse, Misery et une ballade plus calme et à la tonalité très pessimiste, composée sur une idée de Lennon.
Cette opposition entre une chanson calme et une chanson plus rapide et joyeuse se retrouve en face B : tandis que Anna (Go to Him), reprise d'Arthur Alexander, est une longue ballade triste sur un homme qui voit sa petite amie partir avec un autre, Chains, à l'origine chantée par The Cookies et ici interprétée par George Harrison, est un rock plus vivant et soutenu par le jeu d'harmonica de Lennon. Sur les reprises, les Beatles parviennent à imprimer leur marque, pas toujours volontairement, comme le raconte Harrison : « Arthur Alexander utilisait un motif de batterie très original qu'on a essayé de copier. On n'a pas tout à fait réussi, mais on a fini par inventer quelque chose de plutôt bizarre et de tout aussi original ».

## Fiche technique

### Liste des chansons
| 1. | I Saw Her Standing There | Lennon/McCartney | Paul McCartney                | 2:55 |
| 2. | Misery                   | Lennon/McCartney | John Lennon et Paul McCartney | 1:50 |

| 3. | Anna (Go to Him) | Arthur Alexander          | John Lennon     | 2:57 |
| 4. | Chains           | Gerry Goffin, Carole King | George Harrison | 2:26 |

### Interprètes
- John Lennon : chant, guitare rythmique, harmonica
- Paul McCartney : chant, guitare basse
- George Harrison : chant, guitare solo
- Ringo Starr : batterie
- George Martin : piano

### Équipe technique
- George Martin – producteur
- Norman Smith – ingénieur du son
- Richard Langham – ingénieur du son
- A.B. Lincoln – ingénieur du son